# Enrico Perano
Enrico Perano (Acqui Terme, 22 febbraio 1960) è un pattinatore italiano, tra i fondatori dello style slalom ed è stato uno dei maggiori esponenti della specialità.
È detentore di alcuni record del pattinaggio in linea, i più significativi dei quali sono:
- Slalom all'indietro, su un piede solo, di 100 “gobelettes” posti a 30 cm di distanza tra i centri (23 cm di spazio effettivo tra un gobelet e il successivo),  in meno di 37"
- Slalom di 20 “gobelettes,” posizionati a 80 cm di distanza, in meno di 2.5," con otto metri di rincorsa soltanto
- 80 km/h in discesa all'indietro su un solo pattino
- Superamento 85 km/h all'indietro raggiunti su una gamba sola a Palombara Sabina (Roma)
- Tragitto lungo 3,5 km nella galleria di Ceresole Reale (Passo del Nivel TO) percorso su una gamba sola all’indietro superando gli 80km orari

Oltre ad aver innovato in maniera profonda lo style slalom ha praticato con successo anche altre discipline del pattinaggio, tra cui discesa, salto e soprattutto in line dance. Ha collaborato come animatore in numerosi eventi legati al pattinaggio, scritto in riviste di settore e realizzato diversi video didattici legati al mondo del pattinaggio coadiuvando a questo sport la matematica grazie alla quale ha realizzato innumerevoli coreografie a rotelle.
L'ingegnere ha trasformato quello che nella prima metà degli anni 90' era un semplice gioco di abilità con i pattini, in una vera e propria disciplina sportiva, lo style slalom. Infatti a quel tempo i pattinatori si confrontavano nel semplice tentativo di superare una fila di bicchieri (anche denominati conetti), capovolti ed equidistanti, in poco più di una decina di modi diversi, mantenendo lo stesso modo nell'attraversare tutta la fila. La bravura del pattinatore veniva valutata solamente in base alla capacità dell'eseguire gli esercizi senza che fosse presente alcuna variante.
L’ingegnere interviene impiegando le sue conoscenze matematiche e realizza in un paio d’anni centinaia di coreografie, definendo la terminologia delle varie figure e assegnando i nomi ai passi che in breve tempo si diffondono in tutto il mondo del pattinaggio. A completamento dell'opera introdusse anche un vocabolario tecnico e un preciso regolamento delle prime competizioni dal quale poi si sono sviluppati quelli delle gare successive e di quelle attuali.
Perano riflettendo su tre concetti matematici coi quali egli teorizza il pattinaggio, ossia il principio di dualità, la simmetrizzazione di un grafico rispetto a un asse e l'antimetrizzazione, ovvero il completamento di un grafico con il suo inverso, ha creato un lavoro di studio e applicazione delle potenzialità della matematica allo sport del pattinaggio.

## Biografia
Perano termina il corso di studi in Ingegneria Elettronica, presso il Politecnico di Torino, a soli 23 anni, laureandosi con 110 e lode e, dopo aver superato l'esame di abilitazione per la professione, si iscrive all'Albo degli Ingegneri di Asti. Dopo un'esperienza in Fiat, si dedica all'insegnamento in diversi Istituti superiori e all'Università di Parma, coltivando, in particolare, la sua grande passione: la matematica applicata. Scrive, inoltre, molti libri sia di Matematica sia di Fisica, Elettrotecnica ed Elettronica, per le scuole superiori e la Facoltà di Ingegneria.

## La carriera sportiva

### L'incontro con i pattini
L'incontro con i pattini avviene il giorno del suo 35º compleanno, nel 1995, quando ne riceve in regalo un paio. Da allora nasce in Enrico una passione crescente che lo porta inizialmente a dedicarsi al jump, alle gradinate e allo slalom. Andando nel 1995 al contest di Losanna, ha la possibilità di vedere le esibizioni di pattinatori di altissimo livello, tra i quali Hédi Mabrouk, Radenko e Diego Correjero. Rimasto impressionato dalla loro abilità, incomincia ad allenarsi quotidianamente, per anche due o tre ore, nel tentativo di imparare le figure alle quali ha assistito durante il Contest e che ha filmato, ben determinato a presentarsi l'anno successivo a quell’evento. I suoi sforzi vengono premiati, con un 2º posto a Losanna, un 4º posto in stile e un 7º posto in velocità a Zurigo, nel 1996. Nello stesso anno, viene a conoscenza, attraverso un VHS, del roller dance, che si pratica in quel periodo a Central Park.

### I primi successi e il viaggio oltreoceano
Nel 1997 vince Rollermania, grazie all'introduzione di alcuni passi innovativi da lui inventati, come i fiori di Ala. Enrico intuisce, infatti, la possibilità di cambiare il passo che si sta eseguendo, mentre si affronta una fila di birilli. Prima di allora, la norma prevedeva invece che il passo d'ingresso si mantenesse per tutta la durata dell'esecuzione. Decide, inoltre, di partire alla volta degli Stati Uniti, per provare di persona i passi di roller dance, che aveva visto in cassetta, e per incontrare gli atleti, che lo avevano così affascinato. Il 1997 si conclude per lui con molte gare vinte (tutte le tappe Roller cup e un 2º posto a Losanna) e molti primati personali. Enrico, infatti, non si limita a praticare style slalom e jump, ma si dedica anche al downhill e al microslalom, con un'impresa personale di rilievo: nel novembre 1996 a Torino in via Roma affronta, procedendo all’indietro su una sola gamba, una fila di 100 bicchieri, con i centri distanti 30 cm l’uno dall'altro, in 36". Il primato però purtroppo non viene incluso tra i Guinness world records perché non costituiva il superamento di un record preesistente.
Sempre nel '97, viene contattato e sponsorizzato dalla ditta Tecnica, che, oltre a fornirgli il proprio pattino CT, opportunamente modificato, progetta appositamente per lui e i suoi passi di danza un nuovo modello: il Twister. Enrico dà così inizio alla nascita del team Europeo della Tecnica, a cui aggiunge, dopo qualche tempo, atleti che diventeranno ben presto campioni Internazionali, come i fratelli Galliazzo e Sébastien Laffargue.

### L'incidente
Il 1998 rappresenta per Perano una pietra miliare, non solo per i risultati nelle competizioni agonistiche, dove vince nuovamente tutte le tappe della RollerCup e il Contest di Losanna, ma anche e soprattutto per i record personali. Raggiunge, infatti, gli 80 km/h in discesa all'indietro su un piede solo e riesce a completare 20 coni, sempre con un piede solo, in avanti con 8 metri di rincorsa soltanto in un tempo di 2.48" misurato dal primo all’ultimo cono e all’indietro in 2.8".
La sua carriera sportiva subisce però un’imprevista, momentanea battuta d’arresto quando il 21 novembre 1998 Enrico rimane vittima di un grave incidente, durante una discesa in Val di Susa, a seguito del quale resta in coma per una settimana, ma riesce a ristabilirsi e a rimettersi in pista in tempi piuttosto brevi, tornando già a vincere le gare di StyleSlalom l'anno successivo, nel 1999 durante il quale arriva anche 3º in una gara di discesa libera.

### L'addio alle competizioni
Perano decide di abbandonare le competizioni di style slalom alla fine del 1999, dedicandosi all'attività di animazione ed agli spettacoli, continuando a perfezionare la sua abilità in discesa e coltivando la sua grande passione: l'inline dance. Quell'anno non può partecipare all'annuale contest di Losanna, a causa di altri impegni nei Paesi Bassi legati al mondo del pattinaggio.
Tuttavia, ha modo di rivalersi sul vincitore di Losanna '99, Sebastien Laffargue, in una gara organizzata alcuni mesi più tardi a Torino da Decathlon. Nel 2000, viene contattato dalla Tecnica francese, con cui inizia una collaborazione che lo porta a lavorare, tra l'altro, proprio a fianco del giovane Laffargue e a stringere con lui una grande amicizia. Oltre a collaborare con le riviste di settore, dal 2004 si dedica all'insegnamento dello style slalom e dell'inline dance, organizzando numerosi stage in Italia e all'estero.
Nel 2004 produce due DVD sullo Styleslalom, Fondamenti e Tecniche avanzate, seguiti due anni dopo da quello relativo all'inline dance, che vengono venduti in diversi paesi anche oltreoceano, dalla Polonia al Brasile, dall’Indonesia a Singapore e in Danimarca. La richiesta più elevata di copie vendute si registra in Spagna attraverso il negozio Inercia portando così alla nascita di una collaborazione tra Perano e Carles Bial Goldstein di Barcellona e Sergio Gallini di Madrid che gli danno l'opportunità di tenere vari stages di Styleslalom in tali città permettendo di diffondere la specialità anche in Spagna, dove era sconosciuta fino ad allora. 

### La collaborazione con Roxa e il pattino x-treme
Nel 2005, inizia la sua collaborazione con la Roxa, che porta allo sviluppo di un pattino signature: il Roxa Extreme. Cura anche, in qualità di promoter, la preparazione atletica del team Roxa (a cui prende parte Sarah Veronese, campionessa del mondo di Speed Slalom nel 2008 e 2009). È il 2006 quando Enrico compie l’ennesima impresa: si stacca dal finestrino di una macchina in corsa ai 140 km/h, usando un pattino Roxa S4 a sole 4 ruote con 84mm di diametro. Nel 2008, perfeziona il record degli 80km/h su una gamba sola all'indietro, ripetendo l'impresa, ma senza calzare il pattino sinistro. Staccandosi, quindi, da una macchina in corsa ai 50 km/h, girato all'indietro solo sul piede destro e senza la possibilità di appoggiare quello sinistro, inizia una discesa in cui raggiunge il limite degli 80 km/h. Il record viene ripetuto più volte, nel 2013 e 2014, a Palombara Sabina (Roma) superando abbondantemente la soglia degli 80 km/h, e nelle vicinanze di Asti.
Nel 2011, si stacca sull'erba dall'ala di un aereo ultraleggero, al momento del decollo, a circa 110 kilometri orari, e nel 2013 percorre l’intero tunnel di Ceresole Reale, lungo 3,5 km, all’indietro su un solo pattino, sfiorando gli 85 km/h.
Nel frattempo, inserisce più di trecento video su YouTube e oltre sessanta su Vimeo.
A gennaio 2017, uno dei suo video viene aggiunto sulla pagina di Facebook “people are awesome”, ottenendo in una notte più di un milione di visualizzazioni. 
Nel 2018, sempre a Palombara Sabina, supera gli 85 km orari, velocità rilevata tramite cellule fotoelettriche. 
Il 18 Novembre dello stesso anno la troupe televisiva del canale DMAX viene da Londra appositamente ad Asti per intervistarlo e riprendere una sua performance.

### L'ingresso in Federazione (prima F.I.H.P., ora F.I.S.R.)
La sua collaborazione con la F.I.S.R. risale al 2002 , quando il freestyle venne riconosciuta come disciplina ufficiale per merito del Dottor Massimo Barsotti, con il quale redasse un primo manuale per giudici sulla descrizione e difficoltà dei passi conosciuti allora. Il 24 aprile 2009 è nominato CT della nazionale italiana di pattinaggio freestyle dalla FIHPe dal 2011 diventa tecnico benemerito e promotore del FreeStyle in Italia. Entra anche a far parte della S.I.R.I. (Scuola dello Sport), in qualità di docente e commissario esaminatore nei corsi da Allenatore di Freestyle I, II, III livello e vi rimane fino al 2017, svolgendo attività didattica in Lombardia, Sicilia, Marche e alla sede Olimpionica del CONI a Tirrenia. Nel 2012, la Federazione riconosce ufficialmente la disciplina delle Slide, in aggiunta allo Style, ed Enrico viene scelto come promotore Nazionale anche per questa specialità. Nel 2013, la Federazione riconosce anche la disciplina del Downhill e conferisce ad Enrico il compito di decidere il CT (che diventerà Valentina Liguori) e di formare la commissione esaminatrice per i relativi corsi di allenatore di 1º livello. Tali corsi, di cui Enrico fa parte come docente e commissario di esame, si svolgono per la prima volta a Cisterna d'Asti il 12 e 13 aprile 2014.
Per la manifestazione della ricorrenza dei 100 anni del Coni, che si svolge a Roma l'8 giugno 2014, Enrico viene scelto come unico rappresentante del Pattinaggio in linea e a rotelle in tutte le discipline.

### La società INLINE PERANO
Nel 2013, forma la propria Società di Pattinaggio A.S.D di Style e downhill, con cui organizza cinque campionati Italiani Downhill, uno a Cisterna d'Asti per la Fitel nel 2012, quattro per la FISR dei quali due a Cisterna d'Asti nel 2013 e nel 2014, due a Sant'Ambrogio di Valpolicella (VR) nel 2015 e 2016. Organizza anche sette tappe di coppa del mondo IIDA, delle quali quattro a Cisterna d'Asti e due a Sant'Ambrogio di Valpolicella lungo le stesse strade, due a Isola Villa (Asti). La tappa del 2015 a Cisterna d'Asti viene anche scelta come Campionato mondiale. In concomitanza alle quattro manifestazioni che si tengono a Cisterna d’Asti nel 2012, 2013, 2014 e 2015, organizza anche una gara di frenate in discesa, unica nel suo genere, all'ultima delle quali decide di partecipare (dopo 15 anni di inattività agonistica), classificandosi al secondo posto.

## Il metodo scientifico applicato allo style slalom
A Enrico si deve l'applicazione nel mondo dello style della teoria matematica delle funzioni.
Applicando i concetti di funzioni opposta e inversa, quelli di simmetria, antimetria, periodicità e il principio di dualità, riesce a realizzare decine di passi a partire da un movimento base. Attraverso l’introduzione dei concetti di opposto e inverso si può fare una classificazione dei passi elementari, distinguendo a seconda che ciascun passo ammetta il rispettivo passo opposto e/o inverso oppure no. Un esempio semplice può essere fatto per lo slalom con un piede solo. Si avrà:
- Il movimento base in avanti, ad esempio con il piede destro
- Il movimento opposto sempre in avanti, slalom con il piede sinistro
- Il movimento inverso, slalom all'indietro con il piede destro
- Il movimento inverso ed opposto, slalom all'indietro con il piede sinistro

Combinando questi quattro passi elementari, ottenuti tutti da uno stesso passo base, si ottiene una coreografia più complessa.

### Il libro
Nel 2010 pubblica, con Aurelia Edizioni, il libro La Matematica applicata al Pattinaggio: STYLESLALOM, Teoria ed Esempi, che riporta il suo metodo scientifico per creare nuovi passi. Nello specifico, a ogni passo viene associato un grafico che illustra le sue proprietà di periodicità e simmetria o antimetria. I grafici si combinano poi tra loro, ottenendo schemi più complessi, da cui si deducono le coreografie dei passi corrispondenti.
II suo testo viene inoltre citato sul sito della Bocconi come "libro della settimana".
Sulla base dei contenuti di questo libro, tiene diverse conferenze nelle scuole superiori (Licei Scientifici di Lucca, Pordenone, Catania, Pomigliano D'Arco NA, Asti, Bari, Verona), presso le sedi provinciali del CONI (Lecce, Bari, …) e una al Dipartimento di Matematica dell’Università di Milano, in via Sannini, il 22 marzo 2010, al dipartimento di matematica del Politecnico di Torino nel 2018 e alla Summer School of mathemathics (ALFACLASS, Aosta dal 9 al 13 settembre 2019.
Particolarmente significativo è stato il suo intervento di fronte a matematici e ricercatori universitari provenienti da tutta Europa al Convegno Internazionale “Matematica e Cultura” tenutosi a Venezia nella primavera del 2019. A seguito di tale intervento gli è stato richiesto un articolo dettagliato A Mathematical Improvement of the Skate Curves che è stato pubblicato sul prestigioso libro Image Math/7 edito dalla Springer, nota casa editrice scientifica universitaria internazionale.

## La carriera scientifica
Incomincia a scrivere libri scientifici a partire dalla fine degli anni ’80, pubblicando per la Paravia, insieme a un collega, una collana di tre volumi di Sistemi Automatici per il triennio degli Istituti Tecnici. Dagli anni '90, si dedica quasi esclusivamente ai corsi della Facoltà di Ingegneria, stampando per la C.L.U. e la Tecnos 18 libri didattici, finalizzati alla risoluzione dei temi d'esame in Matematica (Analisi I), Fisica (Fisica II), Elettrotecnica, Elettronica. Le fonti bibliografiche dei suoi libri sono principalmente articoli di ricercatori pubblicati sull’IEEE Transactions, arricchiti e integrati da procedimenti e metodi personali. Perano scrive poi una collana di tre volumetti sullo studio di funzioni, edita prima dalla Clu nel ’90, successivamente ampliata e stampata nel ’95 dalla Tecnos. Gli argomenti trattati riguardano lo studio di quelle funzioni che si possono interpretare come sequenze di operatori applicati a una funzione più semplice, già nota a priori, e il tracciamento dei relativi grafici, a partire dalle proprietà degli operatori contenuti nella loro espressione.
Dopo una decina di seminari tenuti in varie scuole superiori del Nord e Centro Italia (Pininfarina a Moncalieri, Liceo Einstein a Torino, Licei di Milano, Parma, ITIS di Jesi e Ancona,…), decide di tentare l’inserimento dello studio degli Operatori più semplici (reciproco, esponenziale e logaritmo), in forma meno approfondita, nei libri di Liceo. Propone quindi il suo progetto agli autori di testi di Matematica per i Licei Scientifici allora più conosciuti, Walter Maraschini e Mauro Palma, che lo accolgono molto favorevolmente. Prepara così un estratto di alcuni capitoli su questi tre Operatori, che vengono inseriti nella loro Collana FORMAT per i Licei Scientifici, gli Istituti Tecnici a indirizzo ELN, ELT e Informatico, editi da Paravia nel 1995. Da allora, la trattazione di questi Operatori si trova su qualunque libro per il triennio di Liceo Scientifico.
Nei suoi testi, in particolare quelli di Matematica, Perano cerca da sempre di esplorare e proporre percorsi non standard, strategie alternative da affiancare ai metodi tradizionali, per stimolare l'intuizione e l'interesse di coloro che rifiutano le materie scientifiche basate sulla Matematica, perché convinti che questa disciplina richieda solo di fare calcoli e imparare a memorie determinate regole. Spesso, invece, si può arrivare ai risultati più velocemente, grazie alla propria fantasia e inventiva. In questo modo, si diventa anche più disposti ad imparare i metodi tradizionali, che non rappresentano più l’unica strada da seguire.
È del 2017 la sua pubblicazione dal titolo Il teorema di Rolle nello studio di funzioni polinomiali intere e/o fratte, edito da Cortina edizioni, nella quale descrive come, generalizzando il teorema di Rolle e senza effettuare il calcolo laborioso degli operatori di derivazione che richiede il metodo tradizionale, sia possibile rappresentare il grafico qualitativo delle funzioni polinomiali intere e/o fratte a zeri reali e in alcuni casi anche complessi coniugati. Su questi argomenti ha tenuto e tiene tuttora conferenze nelle Scuole Superiori di Asti, Vercelli con il patrocinio del Provveditorato, anche a Verona, Jesi, Pordenone e altri istituti. 
Dal 2019 svolge, in qualità di dottorando, attività didattica e di ricerca presso il Politecnico di Torino. Nel 2020 ha frequentato i corsi, superando con successo i relativi esami, di Matematica Differenziale, Applicazioni del programma MatLab e il corso HeduHack sui metodi alternativi di didattica on line. Ha inoltre svolto attività di docenza nei corsi di Analisi II per Ingegneria meccanica e Ingegneria del Cinema.
I suoi ultimi lavori sono:
- alcuni testi pubblicati dalla C.L.U.T., tra i quali una versione aggiornata del precedente volume sul teorema di Rolle edito da Cortina[17]. In tale pubblicazione approfondisce lo studio delle funzioni razionali contenenti trinomi irriducibili utilizzando i suoi metodi basati sul teorema di Rolle e introduce un aspetto nuovo dello studio di funzioni, quello della sintesi o progetto che consiste nel ricavare l’equazione di una funzione avente un andamento qualitativo assegnato. Questa tipologia di problemi generalizza lo studio classico di funzioni che solitamente consiste solamente in uno studio di analisi, ovvero nella determinazione del grafico di una funzione a partire dalla sua equazione.
- Un articolo pubblicato su una rivista internazionale inglese di Matematica applicata[18] nel quale estende l’utilizzo delle frazioni continue nello studio di teoria dei circuiti, finora limitato al calcolo della resistenza di una rete a scala, anche all’applicazione della formula dei partitori.